# Vụ tấn công ở Thành phố New York 2017
Vào ngày 31 tháng 10 năm 2017, một người đàn ông lái một chiếc xe tải chở hàng đâm vào người đi bộ và người đi xe đạp trên một con đường xe đạp dọc theo phố Tây ở Hạ Manhattan, Thành phố New York, giết chết 8 người và làm bị thương ít nhất 11 người khác. Theo các nguồn thực thi pháp luật, người lái xe đã hét lên cụm từ "Allahu Akbar", và bị cảnh sát bắn vào bụng và sau đó bị bắt. Họ cũng nói rằng người lái xe đã để lại một ghi chú trong xe tải cho thấy anh ta đã tiến hành cuộc tấn công thay mặt cho ISIS. Vụ tấn công diễn ra chỉ cách địa điểm Tưởng nhớ Quốc gia vào ngày 11 tháng 9 vài khối nhà.

## Vụ tấn công
Vào khoảng 3 giờ 20 phút chiều EDT vào ngày 31 tháng 10 năm 2017, một người đàn ông 29 tuổi tên là Sayfullo Saipov, quê quán Uzbekistan, đã lái một chiếc xe tải sàn phẳng mà ông đã cho thuê tại New Jersey Home Depot về phía nam dọc theo phố Tây ở Hạ Manhattan. Tại phố Houston, anh ta thình lình đổi hướng vào Hudson River Greenway, làn riêng cho xe đạp của Hudson River Park, song song với đường West. Chạy vào làn đường xe đạp từ phố Houston, tài xế chạy xe đâm vào nhiều người trên đường xe đạp, chủ yếu là người đi xe đạp, giết chết 8 người và làm bị thương ít nhất 11 người khác.
Người lái xe sau đó va chạm với một chiếc xe buýt trường học chuyên chở học sinh có nhu cầu đặc biệt, làm bị thương bốn người trên xe buýt, và sau đó dừng lại gần góc Chambers Street và West Street, gần trường trung học Stuyvesant. Sau đó người này rời khỏi xe tải và đưa súng ra, gồm một khẩu súng sơn và một khẩu súng lục. Các nhân viên thực thi pháp luật nói rằng ông đã hét lên "Allahu Akbar" khi ông bước ra khỏi xe. Người bị tình nghi đã bị cảnh sát viên thành phố New York bắn vào bụng, bị tạm giam và đưa đến bệnh viện chăm sóc y tế. 

## Nạn nhân

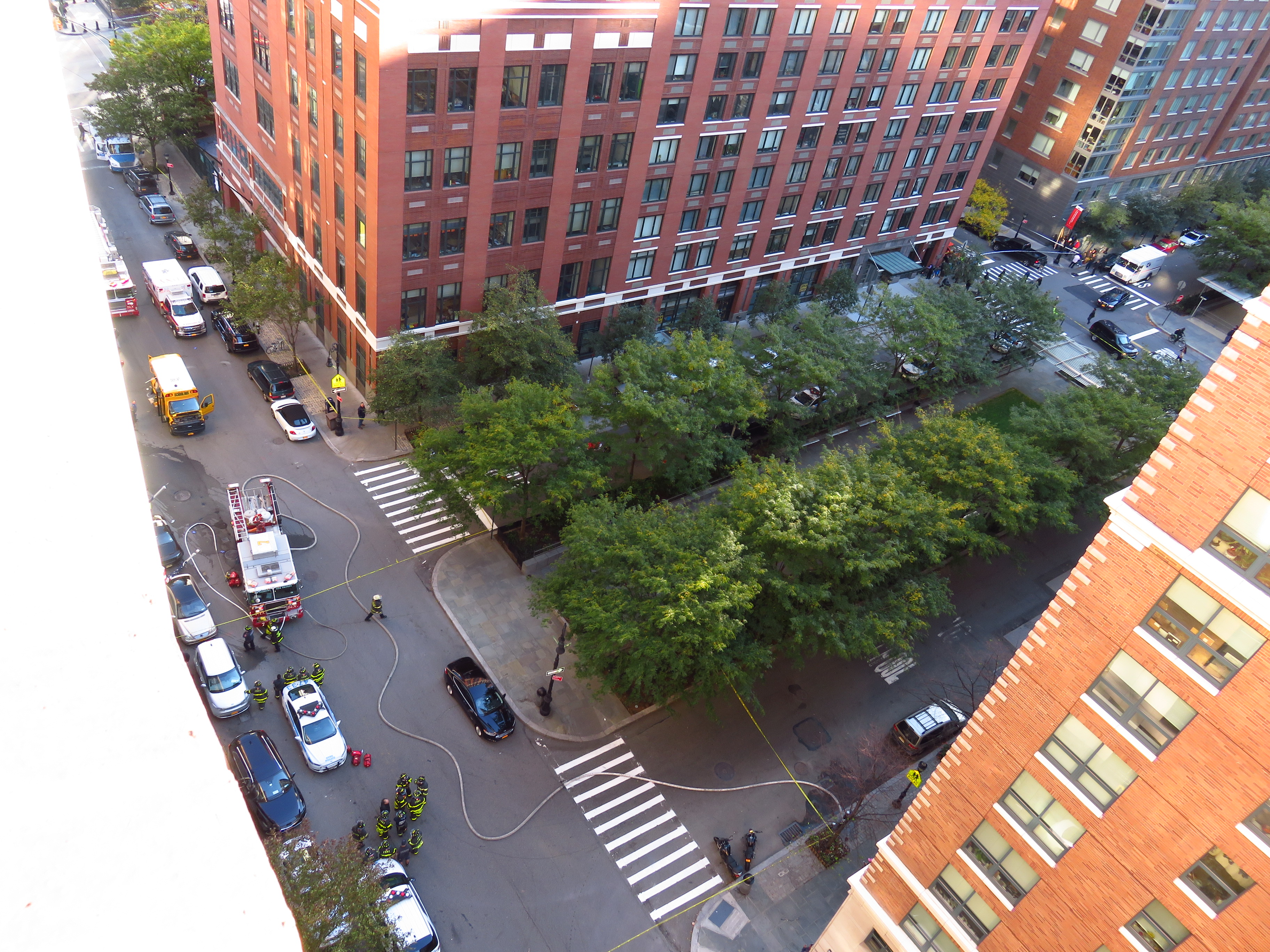
Cảnh xảy ra cuộc tấn công khoảng một giờ sau khi xảy ra. Xe buýt trường học bị hư hỏng mà xe tải của kẻ tấn công đâm vào có thể được nhìn thấy ở phía trên bên trái.

Tám người đã thiệt mạng và ít nhất 11 người bị thương trong vụ tấn công, thị trưởng thành phố New York Bill de Blasio mô tả là "hành động hèn nhát đặc biệt hèn nhát"  Sáu trong số các nạn nhân là người nước ngoài: năm người từ Argentina, và một người từ Bỉ. 
Năm nạn nhân người Argentina đã tham gia một nhóm 10 người bạn học cũ tại Trường Bách khoa San Martín ở thành phố Rosario, kỷ niệm 30 năm thành công của họ. Họ đã hoàn thành lời hứa với nhau khi họ tốt nghiệp. Theo Bộ Ngoại giao Argentina, các nạn nhân là Diego Angelini, Ariel Erlij, Hernán Ferruchi, Hernán Mendoza và Alejandro Pagnucco. Một thành viên thứ sáu của nhóm, Martín Marro, nhập viện tại Bệnh viện NewYork - Presbyterian.

## Nghi phạm
Cảnh sát xác định nghi phạm là Sayfullo Habibullaevic Saipov, 29 tuổi. Saipov là công dân của Uzbekistan, người đã nhập cảnh Hoa Kỳ vào Thị thực Di dân Đa dạng vào năm 2010 và là cư dân thường trú ("xanh") ở Hoa Kỳ. Ông sống tại Stow, Ohio, trước khi chuyển đến Tampa, Florida, và sau đó là Paterson, New Jersey.  Các nhà điều tra tìm thấy những lá thư viết tay bằng tiếng Ả Rập bên trong chiếc xe mà ông ta đang lái xe nói rằng cuộc tấn công đã được thực hiện thay mặt cho Nhà nước Hồi giáo Iraq và Levant.